# The Edge
David Howell Evans (London, 1961. augusztus 8. –), közismertebb becenevén The Edge, kétszeres Golden Globe- és többszörös Primetime Emmy-díjas angol származású zenész, gitáros, billentyűs és fő háttérvokálos a U2 ír rockzenekarban. Egyéni és megkülönböztethető hangzást alkotott a digitális hangzásvilágban – leginkább a delay effekttel – az elektromos gitárjának hangszínével és játékával, amivel védjegyet alkotott a U2 hangzás világának. 2003-ban a Rolling Stone magazin a Minden idők 100 legjobb gitárosa listán The Edge a 24. helyet kapta. A lista 2011-es újabb kiadásán a 38. helyre került.

## Pályafutása

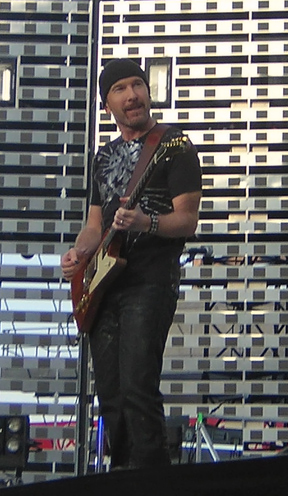
The Edge egy londoni koncerten a Twickenham Stadionban 2005. június 18-án, kezében egy Gibson Explorer-rel.

David Howell Evans Garvin és Gwenda Evans walesi szülők gyermeke. Egyéves korában a családjával Malahide-ba költöztek, ahol The Edge a St. Andrew's Nemzeti Iskolába járt, majd zongora és gitár leckéket vett és gyakran lépett fel testvérével, Dick Evans-szal. Később jelentkeztek egy hirdetésre amit Larry Mullen Jr. adott fel a Mount Temple Általános Iskolában. Sokszor átalakult a zenekar, amíg el nem érte végleges formáját, U2 néven 1978 márciusában (a névváltozás miatt Dick Evans elhagyta az együttest). A U2 Írország számos helyén fellépett, majd 1980-ban kiadták Boy című debütáló nagylemezüket.
1981-ben, az October Tour-ra készülve a zenekarral, The Edge a zenekarból való kilépésen gondolkodott vallási okok miatt, de végül meggyőzték, hogy maradjon. Ezalatt az időszak alatt a Shalom Tigers együttessel bonyolult ügybe keveredett, amelyben érintett volt Bono és Larry Mullen Jr. is. Miután meggyőzték, hogy a U2-nál maradjon, elkezdett egy számot írni, amelyből a zenekar egyik híres száma, a Sunday Bloody Sunday született meg. 1983. július 12-én The Edge összeházasodott gimnazista barátnőjével, Aislinn O'Sullivan-nel, majd három lányuk született: Hollie 1984-ben, Arran 1985-ben és Blue Angel 1989-ben. The Edge és O'Sullivan 1990-ben már nem éltek együtt, de nem váltak el, mivel az ír törvények csak 1995-ben legalizálták a válást, ezért 1996-ban váltak csak el.
A sikeres Zoo TV Tour közben The Edge találkozott Morleigh Steinberg professzionális táncossal és koreográfussal, aki a zenekarnak segített, s 1993-ban összejöttek, majd 1997-ben Sian lányuk, 1999-ben Levis nevű fiuk született meg, 2002. június 22-én pedig a pár összeházasodott.
The Edge haja a korai húszas éveiben elkezdett vékonyodni, amelynek az lett a következménye, hogy a koncertekre, a turnékra és a fotózásokra is sapkában jár (a The Joshua Tree albumuk óta szerepel sapkában mind az albumok borítóján, mind a turnékon). A The Joshua Tree-től egészen a korai Zoo TV Tour-ig viszont nagyon hosszú haja volt. Csak ritkán lépett fel sapka vagy kalap nélkül, mint például az 1995-ös Pavarotti és Barátai koncerten, ahol a Miss Sarajevo és a One című számaikat játszották el Bonóval és Pavarottival. A sapka és az Elevation Tour-on használt különböző számokkal ellátott pólói szinte megkülönböztető jegyeivé váltak, csak úgy mint a cowboy kalap és a Fu Manchu bajusz a PopMart Tour-on. Jelenleg a Music Rising jótékonysági szervezetre koncentrál, amely azoknak az embereknek próbál segíteni, akik a Katrina hurrikán során elveszítették hangszereiket.

## Beceneve
Több elképzelés is létezik, hogy honnan is kapta a „The Edge” becenevet. Bono a The Million Dollar Hotel című film egyik kommentárjában azt mondta, hogy The Edge onnan kapta a nevét, hogy szeret magas épületek szélén lenni, mivel ott jól érzi magát. Egy Michka Assayas által írt interjúban Bono azt nyilatkozta, hogy „őrületesen szeret magas épületek, falak és hidak szélén járkálni”. Valójában Bono ragasztotta rá a The Edge nevet, még iskolás korukban, mert mindig a sor élére állt, és mindig az elsők között jelentkezett a feladatokra.

## Felszerelései
The Edge elektromos és akusztikus gitáron, billentyűn, zongorán, basszusgitáron (a 40 és a Race Against Time című számon) és lap steel gitáron játszik. Továbbá a How To Dismantle An Atomic bomb című album bónusz DVD-jén egy bendzsón is játszik a Vertigo című számnál. Összehasonlítva a többi gitárossal, The Edge több gitárt is használ egy koncerten. Egy átlagos szóló gitáros négy vagy öt különböző gitárt használ egy este alatt, viszont The Edge 45 darabot visz magával a turnékra és 17, 19-et használ egy két és fél órás koncerten. Körülbelül 200 gitárja van a stúdióban.

### Gitárok és billentyűs hangszerek
| - Gibson Explorer - Fender Stratocaster - Gibson Les Paul Custom The Edge a Les Paul Custom gitárját egy aukción eladományozta a Music Rising társaságnak. - Gibson Les Paul Goldtop - Gibson Les Paul Standard - Music Rising Gibson Les Paul - Gibson SG - Fender Telecaster - Fender Jaguar - Rickenbacker 330/12 - Gretsch Country Gentleman - Gretsch White Falcon - Line 6 Variax 700 Acoustic | - Epiphone Casino - Epiphone Sheraton - Epiphone Standard Music Rising - Gibson J-200 - Fernandes Decade - Fernandes Native Pro - Fernandes Retrorocket Elite - Gibson ES-175 - Gibson ES-330 - Gibson ES-335 - Gibson Sonex-180 Deluxe - Gibson Byrdland - Washburn/Taylor Acoustics - Yamaha CP70 (Billentyű)/Zongora |

A 40 című számnál The Edge egy Ibanez Musician basszusgitárt használt, a Vertigo Tour-nál pedig egy Lakland Daryll Jones Signature-t.
A Gibson Explorer The Edge saját gitárja, amelyről 1982-ben a következőt mondta: „Úgy gondolom, hogy ez a legkülönb gitárom mind közül.”